# Anatemnus orlites
Anatemnus orlites es una especie de arácnido del orden Pseudoscorpionida de la familia Atemnidae.

## Distribución geográfica
Se encuentra en el sudeste de Asia.